# فرانکلین (تگزاس)
فرانکلین، تگزاس(به انگلیسی: Franklin, Texas) شهری در ایالت تگزاس از ایالات جنوبی ایالات متحده آمریکا است. در سرشماری سال ۲۰۰۰، جمعیت این شهر ۱۴۷۰ نفر اعلام شد.